# Харліївка (зупинний пункт)
Харлі́ївка — пасажирський залізничний зупинний пункт Козятинської дирекції Південно-Західної залізниці.
Розташований поблизу села Харліївка Попільнянського району Житомирської області на лінії Фастів I — Козятин I між станціями Попільня (9 км) та Брівки (10 км).
Відкритий 1940 року. До цього на місці зупинного пункту існував блокпост. Має дві платформи берегового типу, одна з яких має павільйон очікування.